# Adam Matuszczyk
Adam Michał Matuszczyk (niem. Adam Matuschyk; ur. 14 lutego 1989 w Gliwicach) – polski piłkarz występujący na pozycji pomocnika w 1.FC Düren.

## Kariera klubowa
Z klubem 1. FC Köln związany był od 2003. W jego barwach 27 lutego 2010 zadebiutował w Bundeslidze w zremisowanym 0:0 meczu z Bayerem 04 Leverkusen. 10 kwietnia zdobył dwie bramki w meczu z TSG 1899 Hoffenheim.
W pierwszej rundzie sezonu 2011/12 nie miał pewnego miejsca w składzie 1. FC Köln. W połowie stycznia 2012 został wypożyczony do klubu Fortuna Düsseldorf. Umowa obowiązywała do końca sezonu 2011/12. Drużyna z Düsseldorfu po zakończeniu tamtego sezonu awansowała do Bundesligi, a Matuszczyk od 1 lipca 2012 powrócił do 1. FC Köln.

### Statystyki
Aktualne na 6 kwietnia 2019
| Klub                | Sezon              | Liga               | Liga  | Liga   | Puchar kraju | Puchar kraju | Baraże | Baraże | Suma  | Suma   |
| Klub                | Sezon              | Liga               | Mecze | Bramki | Mecze        | Bramki       | Mecze  | Bramki | Mecze | Bramki |
| ------------------- | ------------------ | ------------------ | ----- | ------ | ------------ | ------------ | ------ | ------ | ----- | ------ |
| 1. FC Köln          | 2009/2010          | Bundesliga         | 9     | 2      | 0            | 0            | –      | –      | 9     | 2      |
| 1. FC Köln          | 2010/2011          | Bundesliga         | 24    | 2      | 3            | 0            | –      | –      | 27    | 2      |
| 1. FC Köln          | 2011/2012 j        | Bundesliga         | 9     | 0      | 1            | 0            | –      | –      | 10    | 0      |
| 1. FC Köln          | 2012/2013          | 2. Bundesliga      | 28    | 1      | 2            | 0            | –      | –      | 32    | 1      |
| 1. FC Köln          | 2013/2014          | 2. Bundesliga      | 22    | 0      | 3            | 1            | –      | –      | 25    | 1      |
| 1. FC Köln          | 2014/2015          | Bundesliga         | 10    | 0      | 2            | 1            | –      | –      | 12    | 1      |
| 1. FC Köln          | Ogólnie            | Ogólnie            | 102   | 5      | 11           | 2            | 0      | 0      | 113   | 7      |
| Fortuna Düsseldorf  | 2011/2012 w        | 2. Bundesliga      | 8     | 1      | 0            | 0            | –      | –      | 8     | 1      |
| Fortuna Düsseldorf  | 2012/2013          | 2. Bundesliga      | 0     | 0      | 0            | 0            | 2      | 0      | 2     | 0      |
| Fortuna Düsseldorf  | Ogólnie            | Ogólnie            | 8     | 1      | 0            | 0            | 2      | 0      | 10    | 1      |
| Eintracht Brunszwik | 2015/2016          | 2. Bundesliga      | 29    | 1      | 3            | 0            | –      | –      | 32    | 1      |
| Eintracht Brunszwik | 2016/2017          | 2. Bundesliga      | 1     | 0      | 0            | 0            | –      | –      | 1     | 0      |
| Eintracht Brunszwik | Ogólnie            | Ogólnie            | 30    | 1      | 3            | 0            | 0      | 0      | 33    | 1      |
| Zagłębie Lubin      | 2017/2018          | Ekstraklasa        | 28    | 0      | 3            | 0            | –      | –      | 31    | 0      |
| Zagłębie Lubin      | 2018/2019 j        | Ekstraklasa        | 15    | 0      | 0            | 0            | –      | –      | 15    | 0      |
| Zagłębie Lubin      | Ogólnie            | Ogólnie            | 43    | 0      | 3            | 0            | 0      | 0      | 46    | 0      |
| KFC Uerdingen 05    | 2018/2019 w        | 3. Liga            | 10    | 0      | 0            | 0            | –      | –      | 10    | 0      |
| KFC Uerdingen 05    | Ogólnie            | Ogólnie            | 10    | 0      | 0            | 0            | 0      | 0      | 10    | 0      |
| Ogólnie w karierze  | Ogólnie w karierze | Ogólnie w karierze | 193   | 7      | 17           | 2            | 2      | 0      | 212   | 9      |

## Kariera reprezentacyjna
Matuszczyk, mimo że jako dziecko wyjechał z rodzicami do Niemiec, od 2009 występował w reprezentacji Polski (najpierw młodzieżowej, potem seniorskiej).
W grudniu 2009 został powołany na Puchar Króla Tajlandii 2010 przez selekcjonera reprezentacji Polski, Franciszka Smudę. Ze względu na liczne kontuzje w zespole 1. FC Köln w zgrupowaniu nie mógł wziąć udziału; jego miejsce zajął Tomasz Nowak.
4 maja 2010 Matuszczyk został desygnowany do kadry po raz drugi, tym razem na trzy mecze towarzyskie. W barwach państwowych zadebiutował 29 maja, w rozegranym w Kielcach spotkaniu z Finlandią. Następnie wystąpił także w meczach z Serbią i Hiszpanią.
W 2012 został powołany przez Smudę na Euro 2012. Wystąpił w jednym meczu, wchodząc na boisko jako zmiennik.
| Mecze i gole w reprezentacji | Mecze i gole w reprezentacji | Mecze i gole w reprezentacji | Mecze i gole w reprezentacji | Mecze i gole w reprezentacji | Mecze i gole w reprezentacji | Mecze i gole w reprezentacji |
| #                            | Data                         | Miasto                       | Przeciwnik                   | Gol                          | Wynik                        | Rozgrywki                    |
| ---------------------------- | ---------------------------- | ---------------------------- | ---------------------------- | ---------------------------- | ---------------------------- | ---------------------------- |
| 1.                           | 29.05.2010                   | Kielce, Polska               | Finlandia                    |                              | 0:0                          | towarzyski                   |
| 2.                           | 02.06.2010                   | Kufstein, Austria            | Serbia                       |                              | 0:0                          | towarzyski                   |
| 3.                           | 08.06.2010                   | Murcja, Hiszpania            | Hiszpania                    |                              | 0:6                          | towarzyski                   |
| 4.                           | 11.08.2010                   | Szczecin, Polska             | Kamerun                      |                              | 0:3                          | towarzyski                   |
| 5.                           | 04.09.2010                   | Łódź, Polska                 | Ukraina                      |                              | 1:1                          | towarzyski                   |
| 6.                           | 10.10.2010                   | Chicago, USA                 | Stany Zjednoczone            | Gol                          | 2:2                          | towarzyski                   |
| 7.                           | 17.11.2010                   | Poznań, Polska               | Wybrzeże Kości Słoniowej     |                              | 3:1                          | towarzyski                   |
| 8.                           | 09.02.2011                   | Faro, Portugalia             | Norwegia                     |                              | 1:0                          | towarzyski                   |
| 9.                           | 05.06.2011                   | Warszawa, Polska             | Argentyna                    |                              | 2:1                          | towarzyski                   |
| 10.                          | 09.06.2011                   | Warszawa, Polska             | Francja                      |                              | 0:1                          | towarzyski                   |
| 11.                          | 10.08.2011                   | Lubin, Polska                | Gruzja                       |                              | 1:0                          | towarzyski                   |
| 12.                          | 02.09.2011                   | Warszawa, Polska             | Meksyk                       |                              | 1:1                          | towarzyski                   |
| 13.                          | 06.09.2011                   | Gdańsk, Polska               | Niemcy                       |                              | 2:2                          | towarzyski                   |
| 14.                          | 07.10.2011                   | Seul, Korea Południowa       | Korea Południowa             |                              | 2:2                          | towarzyski                   |
| 15.                          | 11.11.2011                   | Wrocław, Polska              | Włochy                       |                              | 0:2                          | towarzyski                   |
| 16.                          | 15.11.2011                   | Poznań, Polska               | Węgry                        |                              | 2:1                          | towarzyski                   |
| 17.                          | 29.02.2012                   | Warszawa, Polska             | Portugalia                   |                              | 0:0                          | towarzyski                   |
| 18.                          | 22.05.2012                   | Klagenfurt, Austria          | Łotwa                        |                              | 1:0                          | towarzyski                   |
| 19.                          | 26.05.2012                   | Klagenfurt, Austria          | Słowacja                     |                              | 1:0                          | towarzyski                   |
| 20.                          | 12.06.2012                   | Warszawa, Polska             | Rosja                        |                              | 1:1                          | ME 2012                      |
| 21.                          | 04.06.2013                   | Kraków, Polska               | Liechtenstein                |                              | 2:0                          | towarzyski                   |

## Życie prywatne
Matuszczyk urodził się w Gliwicach, po wyjeździe z rodziną do Niemiec dorastał w miejscowości Merzig (land Saara), gdzie rozpoczął karierę piłkarską. Zawodnik posiada polskie i niemieckie obywatelstwo. Jako obywatel niemiecki piłkarz legitymuje się nazwiskiem Matuschyk. Z żoną Denise ma syna Lennoxa.